# Montsecret
Montsecret est une ancienne commune française, située dans le département de l'Orne en région Normandie, peuplée de 524 habitants. Elle est devenue le 1er janvier 2015 une commune déléguée au sein de la commune nouvelle de Montsecret-Clairefougère.

## Géographie
La commune est en limite des bocages virois et flérien. Le bourg est à 5 km au nord-est de Tinchebray et à 11 km au nord-ouest de Flers.
La commune et son bourg sont traversés par la route départementale no 911 (ancienne route nationale 811) permettant au sud-ouest de retrouver Tinchebray et au nord-est Saint-Pierre-d'Entremont et Condé-sur-Noireau. La croisant au niveau du bourg, la D 265 relie ce dernier à Saint-Quentin-les-Chardonnets à l'ouest et à Flers au sud-est. La D 54, au nord, mène à Moncy et à Vassy et, au sud, à Frênes. Partant de la D 265 à l'ouest, la D 184 rejoint Clairefougère et Rully au nord-ouest. L'accès aux grands axes se fait ordinairement par la D 911.
Montsecret est dans le bassin de l'Orne, par son affluent le Noireau qui traverse le territoire du sud au nord-est. Plusieurs de ses affluents parcourent le territoire communal, dont la Diane — ou Guyanne — qui marque la limite au nord et au nord-est et conflue en rive gauche à l'est, le ruisseau de Vautigé qui conflue en rive gauche avant le bourg et trois ruisseaux de rive droite venant de la commune de Frênes voisine et drainant les eaux du sud-est de la commune : les ruisseaux de Corruelle, des Nussons et des Fontaines. La Jouvine conflue avec la Diane au nord-ouest.
Le point culminant (242 m) se situe à l'est, sur la pente du mont de Cerisy qui culmine à 246 m sur la commune voisine, Cerisy-Belle-Étoile. Le point le plus bas (115 m) est à proximité, 500 m plus au nord, et correspond à la sortie du Noireau du territoire. La commune est bocagère.
Le climat est océanique, comme dans tout l'Ouest de la France. La station météorologique la plus proche est Caen-Carpiquet, à 46 km, mais Alençon-Valframbert et Granville-Pointe du Roc sont à moins de 70 km. Le Bocage flérien s'en différencie toutefois pour la pluviométrie annuelle qui, à Montsecret, avoisine les 1 000 mm.
Les lieux-dits sont, du nord-ouest à l'ouest, dans le sens horaire : Lingrie, le Hamel, Trompe-Souris, l'Aubinière, la Gevraisière, la Motte aux Angués (au nord), Cahagne, le Pont Dienne, le Chemin, la Moisandière (à l'est), le Pont, les Rues, Lingrie, les Sept Verges, Laufrairie, la Hérissonnière, la Torpinière, la Furaudière, la Mancelière, la Peinière, la Grûlière (au sud), la Mottette, le Bourg, la Blare, la Cornière, la Cingallière, le Rosel, la Prunerie (à l'ouest), le Bisson et Rousseville.

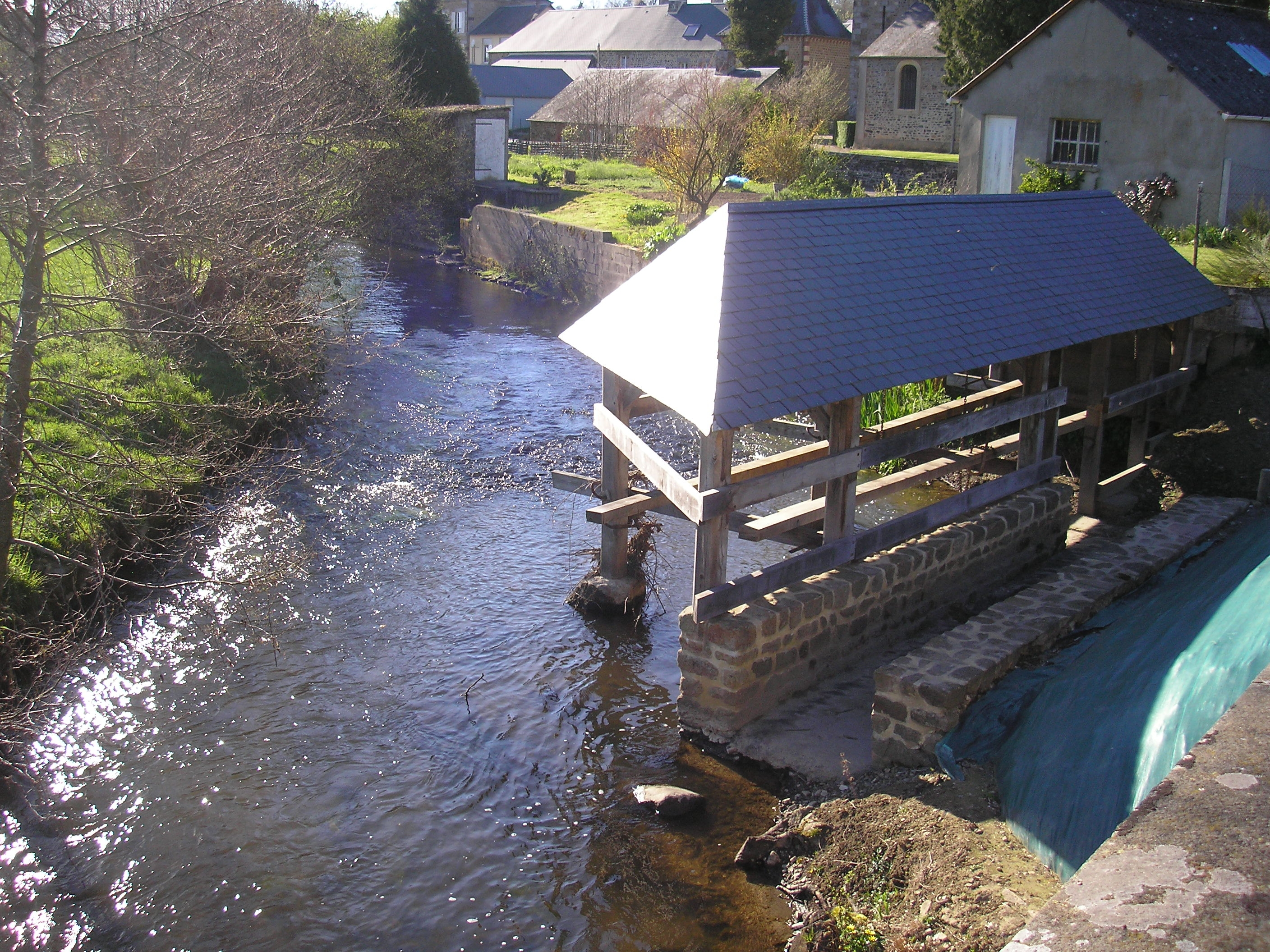
Le Noireau et le lavoir dans le bourg.
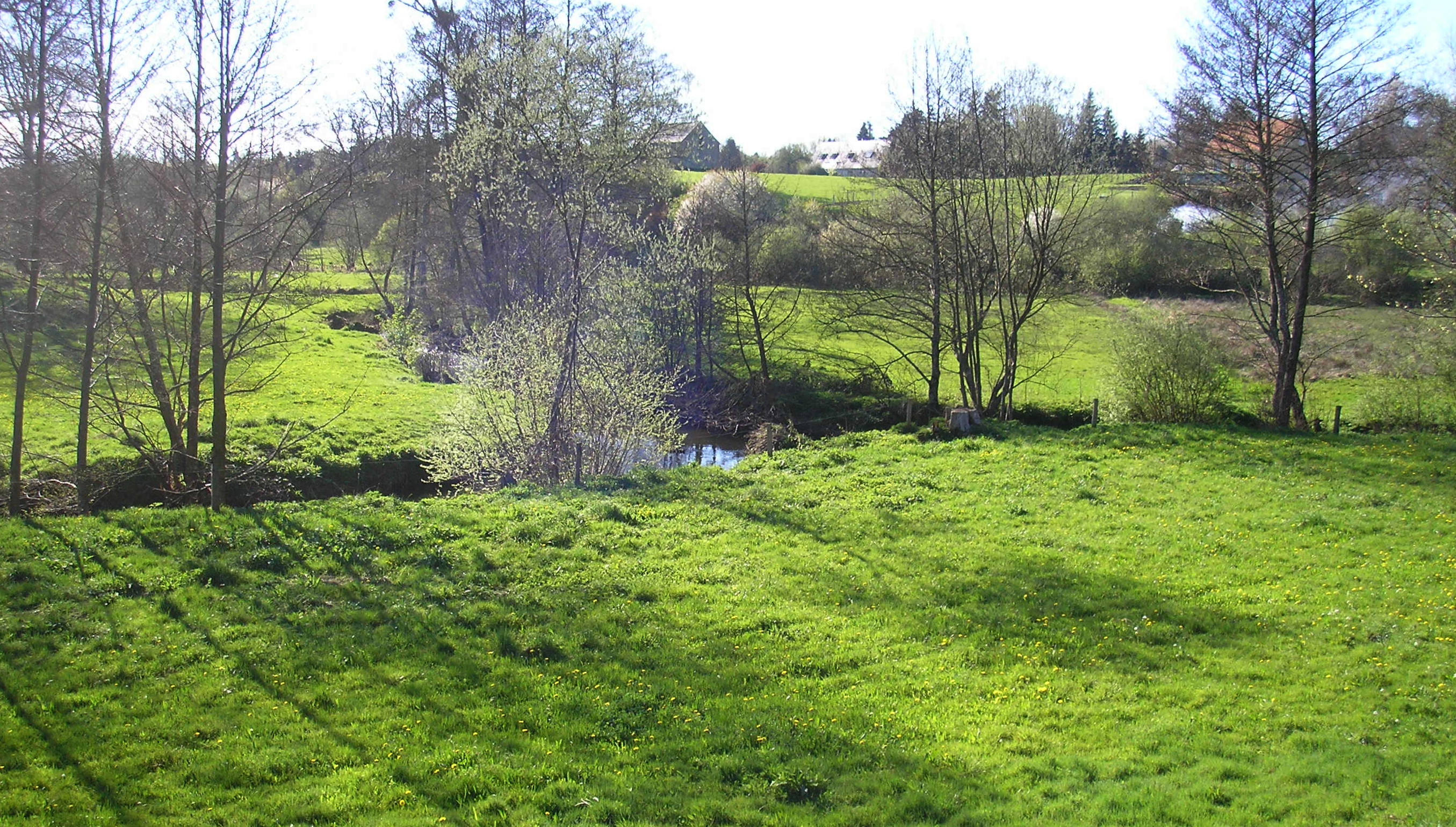
Le confluent de la Diane et du Noireau.

| Rully (comm. nouv. de Valdallière) (14, par un angle), Bernières-le-Patry (comm. nouv. de Valdallière) (14) | Clairefougère (comm. nouv. de Montsecret-Clairefougère) | Saint-Pierre-d'Entremont                      |
| Saint-Quentin-les-Chardonnets                                                                               | Montsecret                                              | Saint-Pierre-d'Entremont, Cerisy-Belle-Étoile |
| Frênes (comm. nouv. de Tinchebray-Bocage)                                                                   | Frênes (comm. nouv. de Tinchebray-Bocage)               | Cerisy-Belle-Étoile                           |

## Toponymie
Le toponyme semble issu de l'ancien français mont segrei, « mont isolé, écarté ». Sans écarter cette option, René Lepelley évoque également l'éventualité d'un anthroponyme germanique Sygiric lié à mont.
Le gentilé est Montsecréen.

## Histoire
La paroisse de Montsecret appartenait avant 1789 à l'élection de Vire (généralité de Caen) et au diocèse de Bayeux. Il existait deux manoirs, l'un à l'Orsonnière qui aurait appartenu aux La Roque et possédait quelques murs défensifs, et le second à la Grullière qui possédait quelques inscriptions en vieux gothique. Une partie de la paroisse appartenait à l'origine aux religieux de l'abbaye de Cerisy-Belle-Étoile qui la donnèrent en fief à Guillaume Thoury de Roullours qui vendit les terres et seigneurie à Gilles du Rozel seigneur de Cagny. En 1581, elle appartenait au sieur de Beaumanoir de Chênedollé. Un autre fief, la Hérissonnière appartenait à la famille de la Roque entre 1539 et 1650 qui avait succédé à la famille d'Arry qui l'avait longtemps possédé.
Avant la Révolution, le bourg était composé de maisons construites sur le bord d'un antique chemin qui reliait Condé-sur-Noireau à Tinchebray. La route qui sert actuellement de rue principale n'existe que depuis 1828.
Un terrible accident causé par la distraction d'un employé de la Compagnie des chemins de fer de l'Ouest se produisit le 15 août 1879 à 7 heures du matin dans une courbe proche de la gare de Montsecret-Vassy entre un train de voyageurs, le 51 qui se dirigeait vers Granville, et un train de marchandises, le 280 roulant normalement sur la voie unique. Les chauffeurs et mécaniciens des deux trains furent tués ainsi que 5 voyageurs et 50 furent blessés plus ou moins gravement. Il fallut faire venir une compagnie de soldats pour assurer le service d'ordre, 10 000 spectateurs étant accourus de la région.
Au début du XXe siècle, Montsecret était siège d'un notariat, parcouru par deux lignes de chemin de fer (la ligne Paris - Granville et la ligne Montsecret-Vassy - Les Maures) desservies par une gare (Montsecret-Vassy) et deux haltes. Il y avait également cinq foires annuelles très fréquentées.
Le 1er janvier 2015, Montsecret intègre avec Clairefougère la commune de Montsecret-Clairefougère créée sous le régime juridique des communes nouvelles instauré par la loi no 2010-1563 du 16 décembre 2010 de réforme des collectivités territoriales. Les communes de Montsecret et Clairefougère deviennent des communes déléguées et Montsecret est le chef-lieu de la commune nouvelle.

## Politique et administration

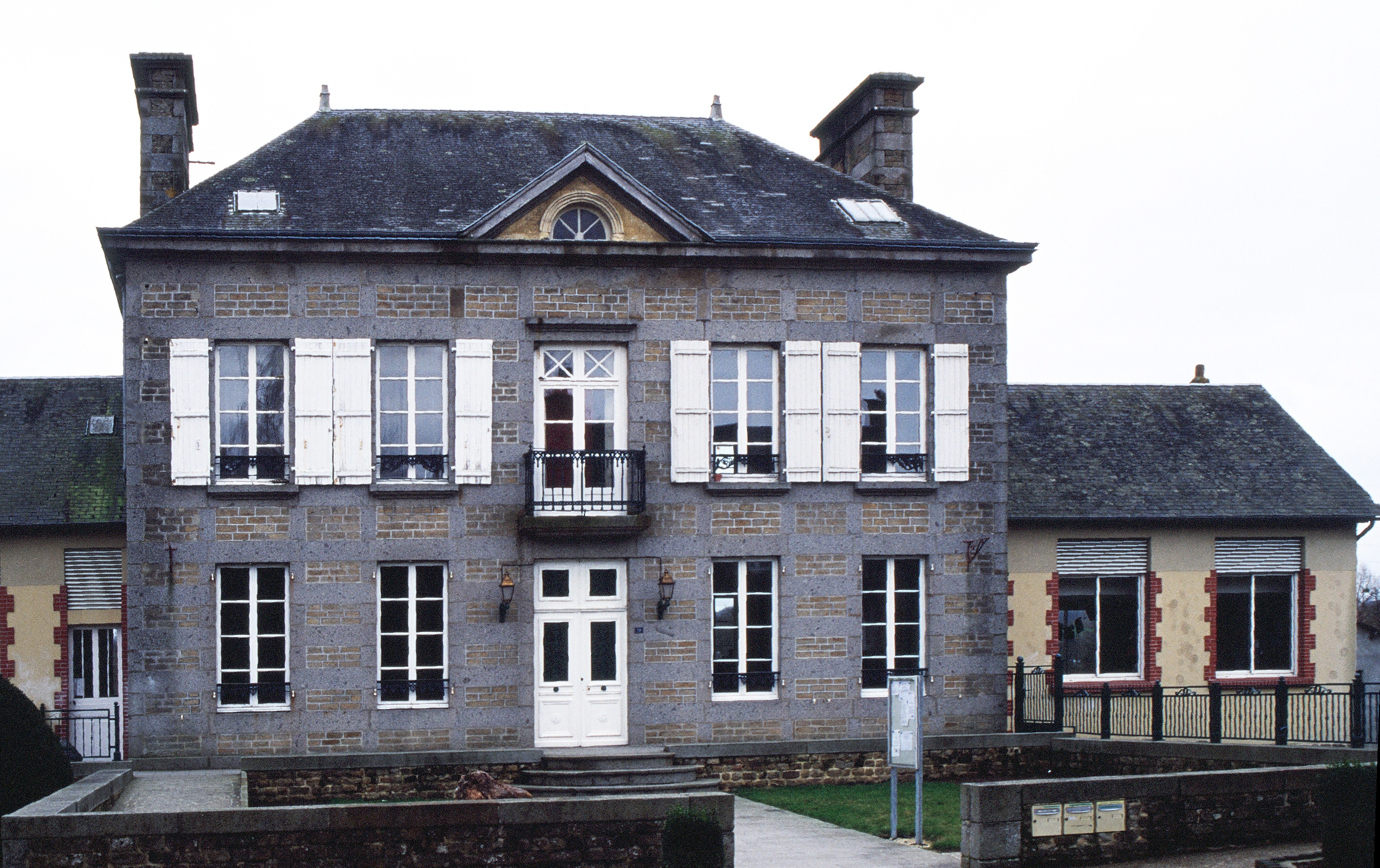
La mairie.

Le conseil municipal était composé de quinze membres dont le maire et trois adjoints. Ces conseillers intègrent au complet le conseil municipal de Montsecret-Clairefougère le 1er janvier 2015 jusqu'en 2020, Maxime Guilmin devient maire délégué de Montsecret et est élu maire de la commune nouvelle.

## Démographie
En 2021, la commune comptait 524 habitants. Depuis 2004, les enquêtes de recensement dans les communes de moins de 10 000 habitants ont lieu tous les cinq ans (en 2008, 2013, 2018, etc. pour Montsecret) et les chiffres de population municipale légale des autres années sont des estimations.
Les enquêtes quinquennales ont lieu les années en 3 et en 8 (2008 pour la première en recensement rénové, 2013 pour la suivante).
Montsecret comptait environ 220 feux, 850 habitants en 1600 et a compté jusqu'à 1 476 habitants en 1866.
| 1793  | 1800  | 1806  | 1821  | 1831  | 1836  | 1841  | 1846  | 1851  |
| ----- | ----- | ----- | ----- | ----- | ----- | ----- | ----- | ----- |
| 1 207 | 1 112 | 1 204 | 1 227 | 1 238 | 1 185 | 1 212 | 1 239 | 1 267 |

| 1856  | 1861  | 1866  | 1872  | 1876  | 1881  | 1886  | 1891 | 1896 |
| ----- | ----- | ----- | ----- | ----- | ----- | ----- | ---- | ---- |
| 1 251 | 1 217 | 1 476 | 1 117 | 1 096 | 1 020 | 1 013 | 902  | 845  |

| 1901 | 1906 | 1911 | 1921 | 1926 | 1931 | 1936 | 1946 | 1954 |
| ---- | ---- | ---- | ---- | ---- | ---- | ---- | ---- | ---- |
| 757  | 724  | 716  | 642  | 646  | 612  | 607  | 527  | 473  |

| 1962 | 1968 | 1975 | 1982 | 1990 | 1999 | 2008 | 2013 | 2018 |
| ---- | ---- | ---- | ---- | ---- | ---- | ---- | ---- | ---- |
| 458  | 462  | 388  | 425  | 453  | 501  | 578  | 561  | 533  |

| 2019 | - | - | - | - | - | - | - | - |
| ---- | - | - | - | - | - | - | - | - |
| 530  | - | - | - | - | - | - | - | - |

## Culture locale et patrimoine

### Lieux et monuments
- L'église Saint-Michel (XVIIIe siècle).
- Moulin sur le Noireau de 1920.
- Mont de Cerisy-Belle-Étoile (en partie sur la commune).
- Notre-Dame-de-la-Salette
- Gare de Montsecret - Vassy

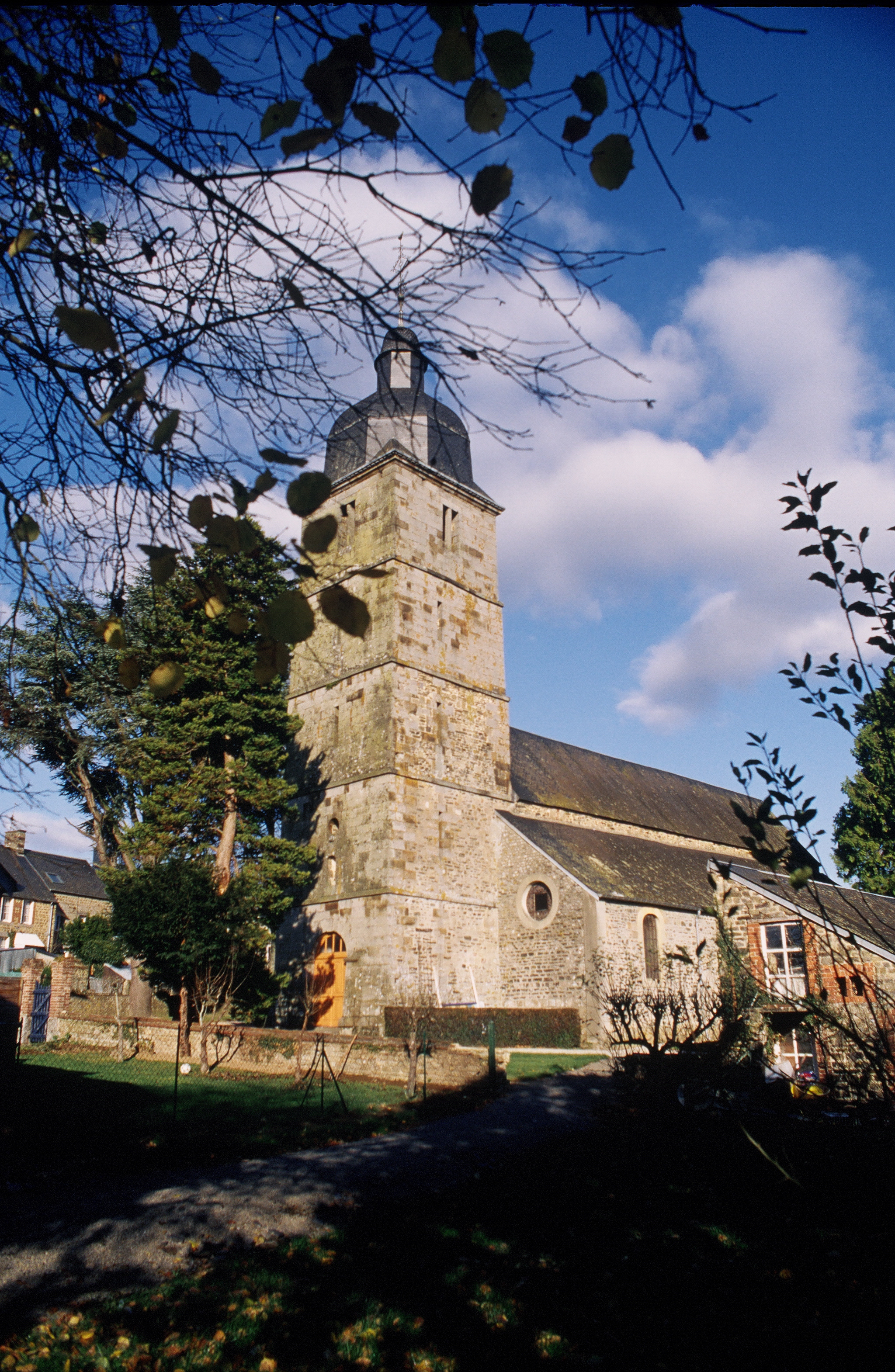
L'église Saint-Michel.
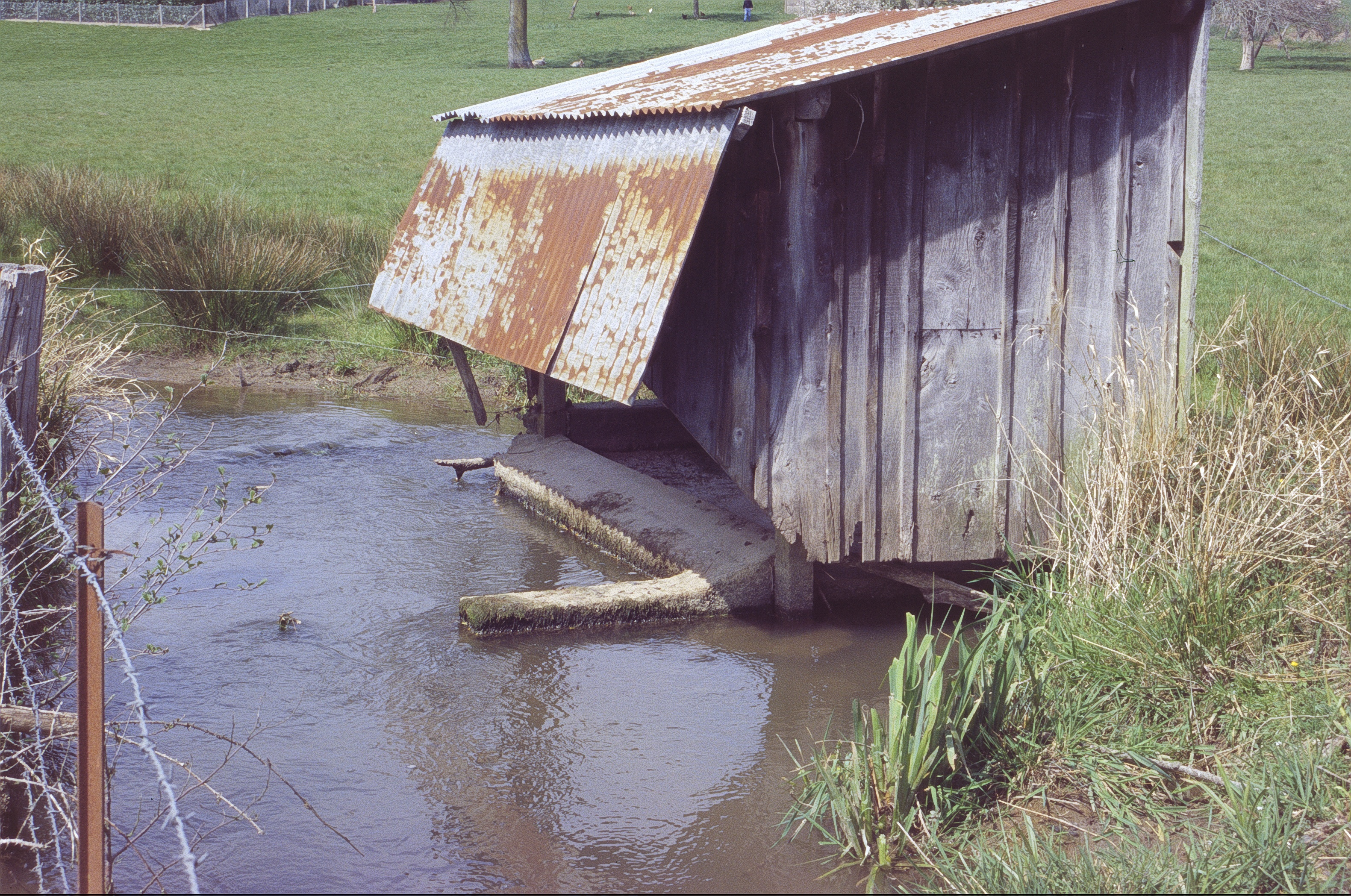
Le lavoir sur le ruisseau le Vautigé.
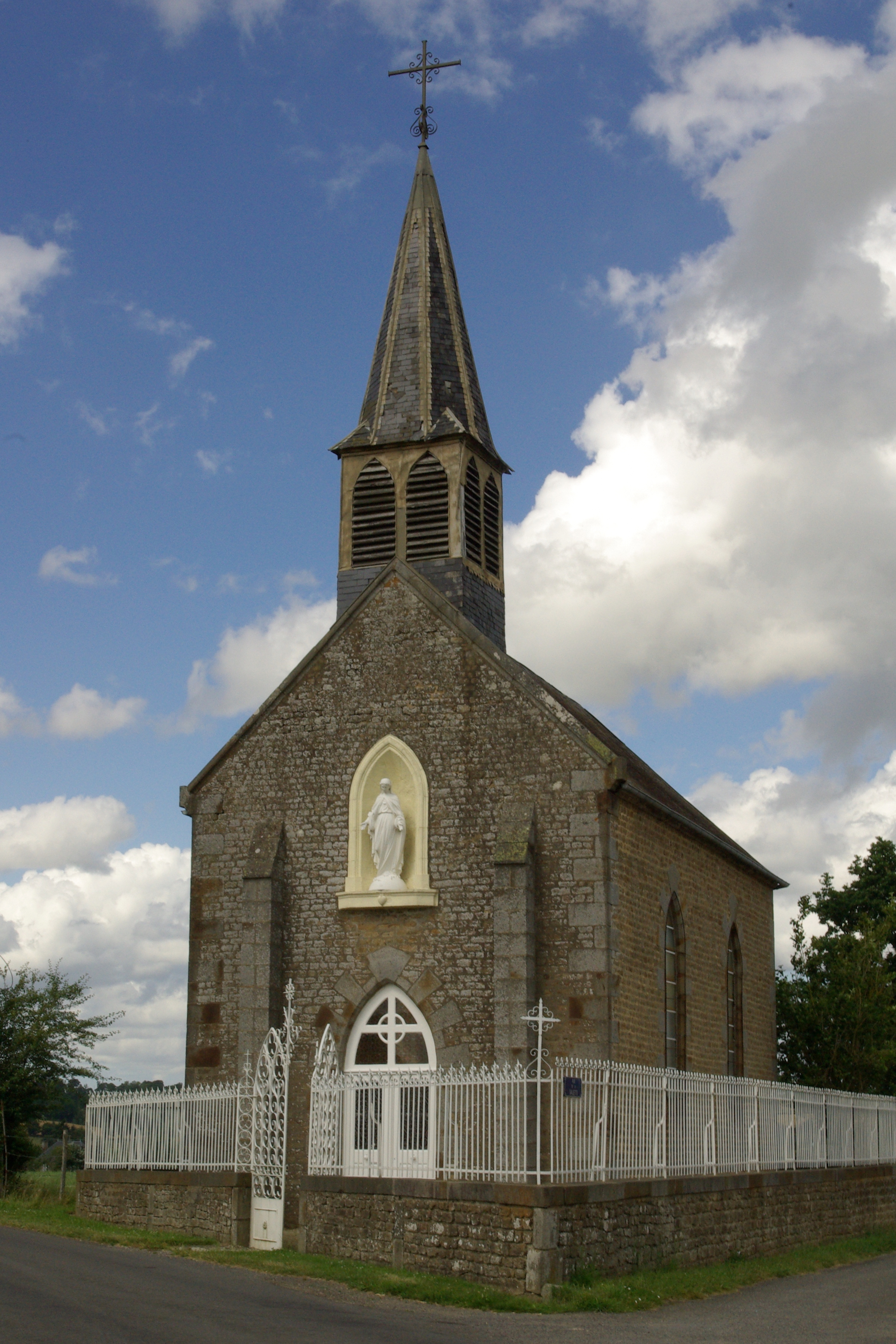
Chapelle Notre-Dame-de-la-Salette.
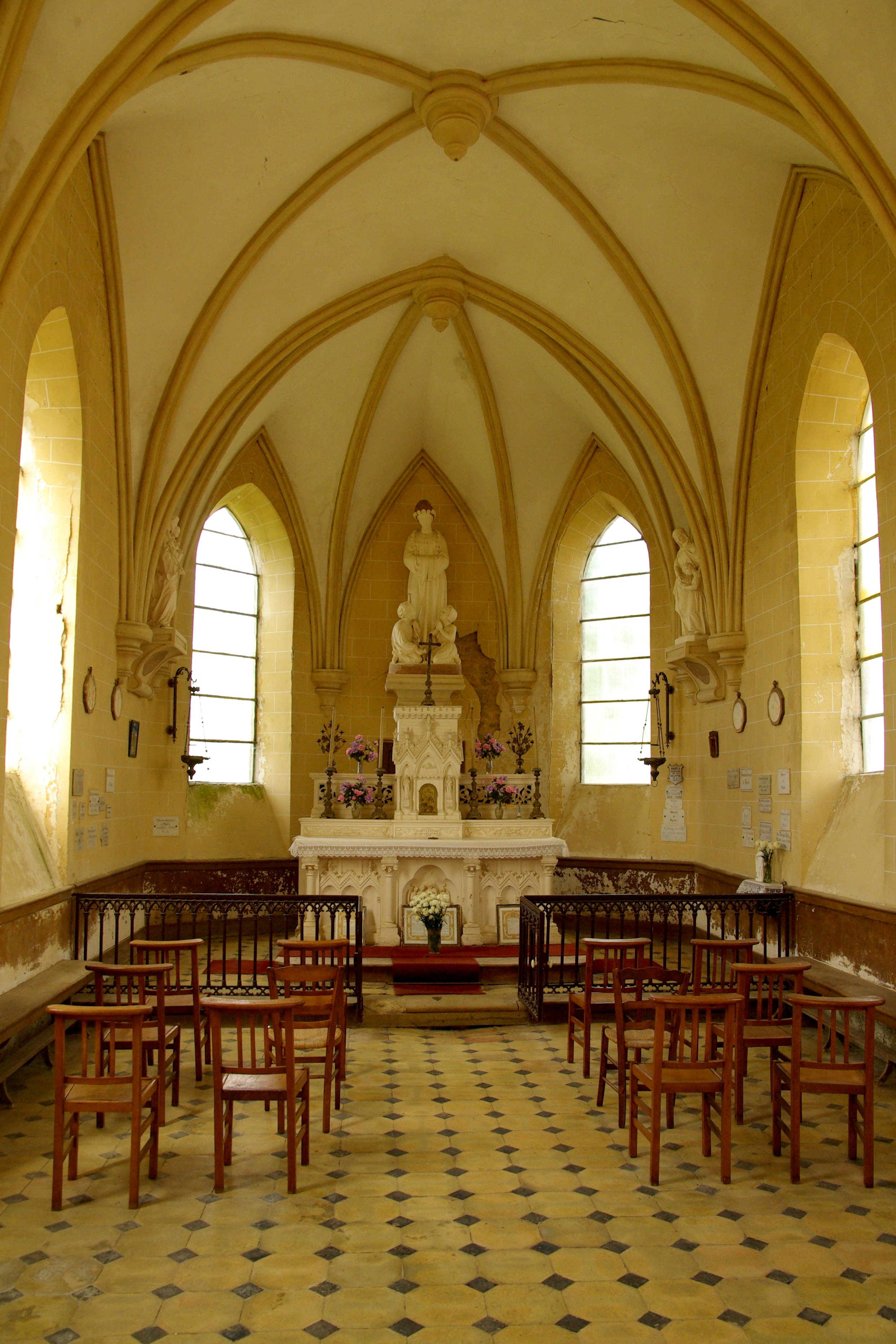
L'intérieur de la chapelle.
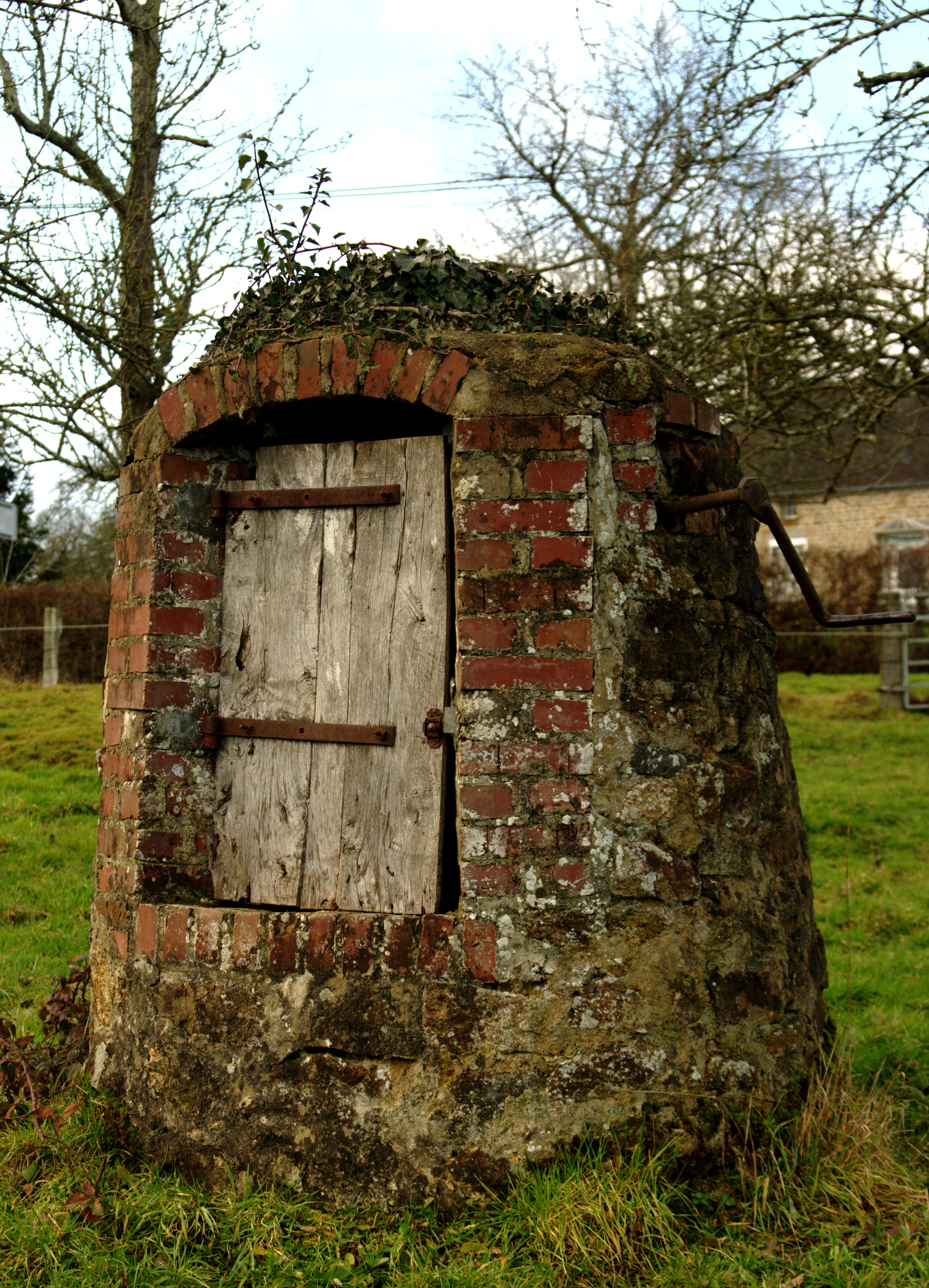
Le puits couvert.

### Vestiges préhistoriques et antiques
- Passage d'une ancienne voie romaine.

### Personnalités liées à la commune
- Jules Bazin (1868-1904), missionnaire père blanc en Afrique[16]